# 한중인재개발원
한중인재개발원(韩中人才开发院, 韓中人材開發院 Korea-China Text. 약칭 KCT)은 한국과 중국의 인재를 양성하여 상호 한중 양국의 문화교류를 위해 2015년 5월에 설립되었다. 한중관계 전문가 초청 세미나를 개최하여 양국간의 이해 증진을 도모하고, 동북아시아의 평화정착을 위한 분위기 조성에 기여하고 있다. 제8대 반기문 UN사무총장이 설립한 '보다 나은 미래를 위한 반기문 재단' 협력 단체로 활동하면서, 유엔산업개발기구 협의지위를 취득한 글로벌중소기업연맹의 한국대표로서 활동하고 있다. 대표는 묘춘성(苗春盛)이고, 서울특별시 중구 퇴계로 141-7 뉴서울 빌딩 15층에 있다.

## 연혁
- 2020.06: 사단법인 한중문자문화교류협회와 업무협약(MOU)체결
- 2020.06: 묘춘성 대표 훈민정음탑건립조직위원회 공동집행위원장 피촉
- 2020.01: IELTS 공식시험장 지정
- 2019.12: 중국인민일보 해외 한국교육센터지정 운영
- 2019.05: 보다 나은 미래를 위한 반기문 재단 협력단체 선정
- 2019.05: 문화체육관광부 중국전담여행사 자격 취득
- 2019.01: 서울특별시 교육청학원 운영자격취득
- 2018.10: 넷이즈코리아 한국교육센터 지정운영
- 2018.04: 중식브랜드 '당식당'창립
- 2017.09: 한국'A+유학원' 인수
- 2017.08: 국민대학교 어학연수생 교외기숙사 위탁운영기관 지정
- 2017.03: 한국유학브랜드 'SKY유학센터'런칭
- 2016.09: 저명인사 해외초청강연 Agency 사업 신설
- 2016.07: 문화체육관광부 일반여행사 자격취득
- 2016.03: 글로벌중소기업연맹(GASMEs)한국대표 지정
- 2015.09: 삼성 Leader Ship 최고연수과정 운영기관 지정
- 2015.06: 한중인재개발원 설립

## 목적사업
- MICE
- 한중 기업인 교류
- 유학컨설팅
- 한중 문화,스포츠,학술 교류

## 웹사이트
https://web.archive.org/web/20200630135219/http://chinakorea.org/